# Свободни хора (Дюн)
Свободните хора са измислена група хора от романа Дюн и неговите продължения, създадени от Франк Хърбърт.
Свободните хора, известни и само като свободни, живеят на Аракис. Те идват на Дюн стотици години по-рано, като представители на религиозната секта в изгнание Зенсуни.
Свободните живеят в сийчове. Всеки сийч си има наиб, чиято дума е закон, докато някой не предизвика наиба на двубой. Свободните практикуват полигамия. Всеки сийч си има сайядина, мъдра жена, която е еквивалент на Светата майка при Бин Джезърит.
Тъй като хранителната диета на свободните е наситена с подправката, очите на свободните са изцяло сини, в тъмен нюанс на синьото, наречен „синьо в синьо“ или „Очите на Ибад“.